# Каріосистематика

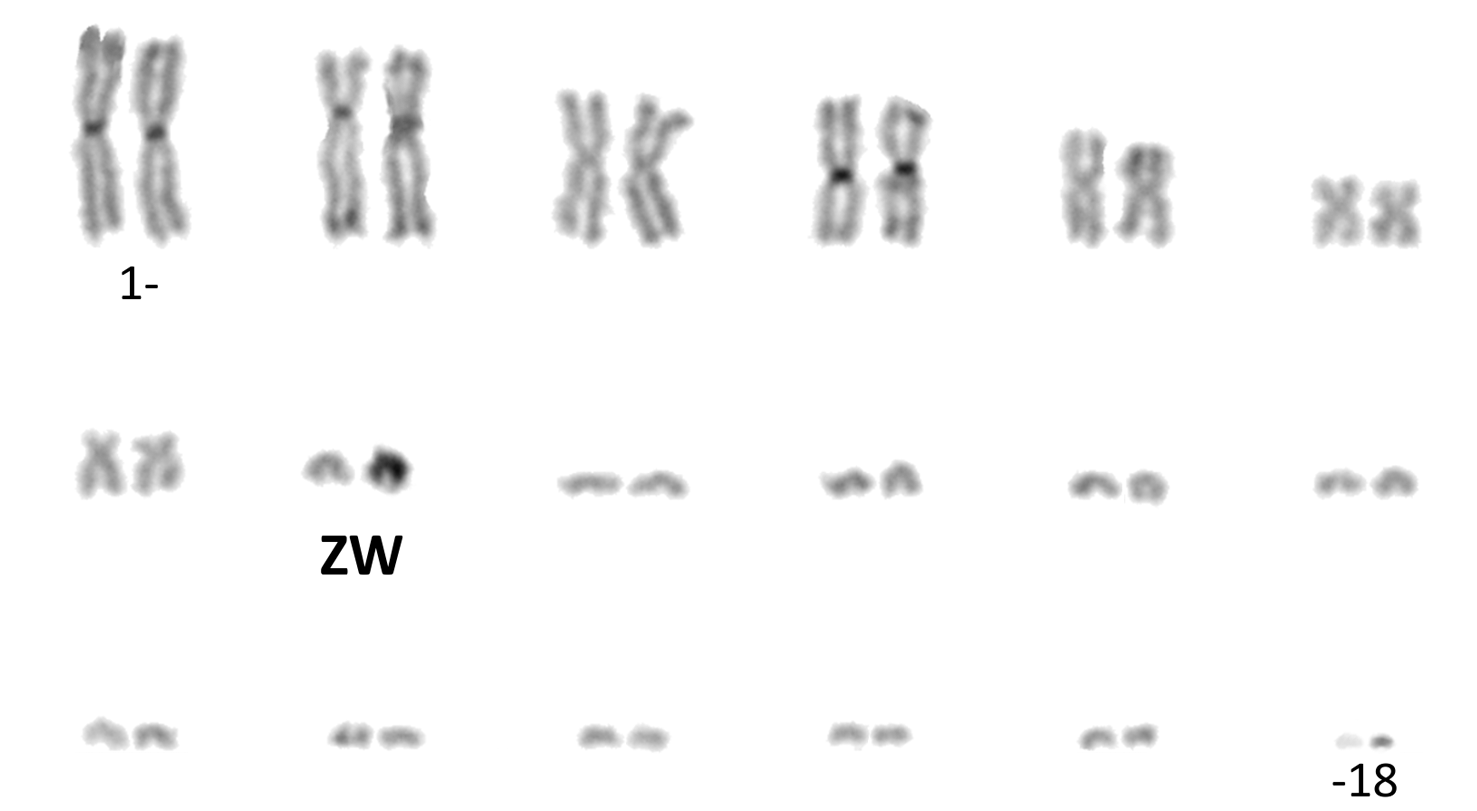
Каріотип рептилії жилатьє містить 19 пар хромосом

Каріосистема́тика (грец. κάρυον — горіх, ядро і систематика), іноді цитотаксономія —  розділ біологічної систематики, що вивчає структуру клітинного ядра та кількість мітотичних хромосом у різних груп організмів та визначає їх за цим критерієм.
Каріосистематика розвинулася в середині XX століття внаслідок численних досліджень каріотипу різних організмів, а для багатьох груп, зокрема ссавців, стала методом виявлення криптичних видів.